# Wolfgang Illmer
Wolfgang Illmer (* 11. Dezember 1942 in Hannover) ist ein deutscher Heimat-Chronist, Sachbuchautor, Herausgeber und Verleger. Er ist der geistige Vater eines Misburger Ortsmythos über die Geschichte der Mudzborgh und deren „Bruderschaft“, den er, mit Jahreszahlen und Personennamen ohne jeden historischen Beleg angereichert, in die lokale und kirchliche Öffentlichkeit lancierte.

## Leben

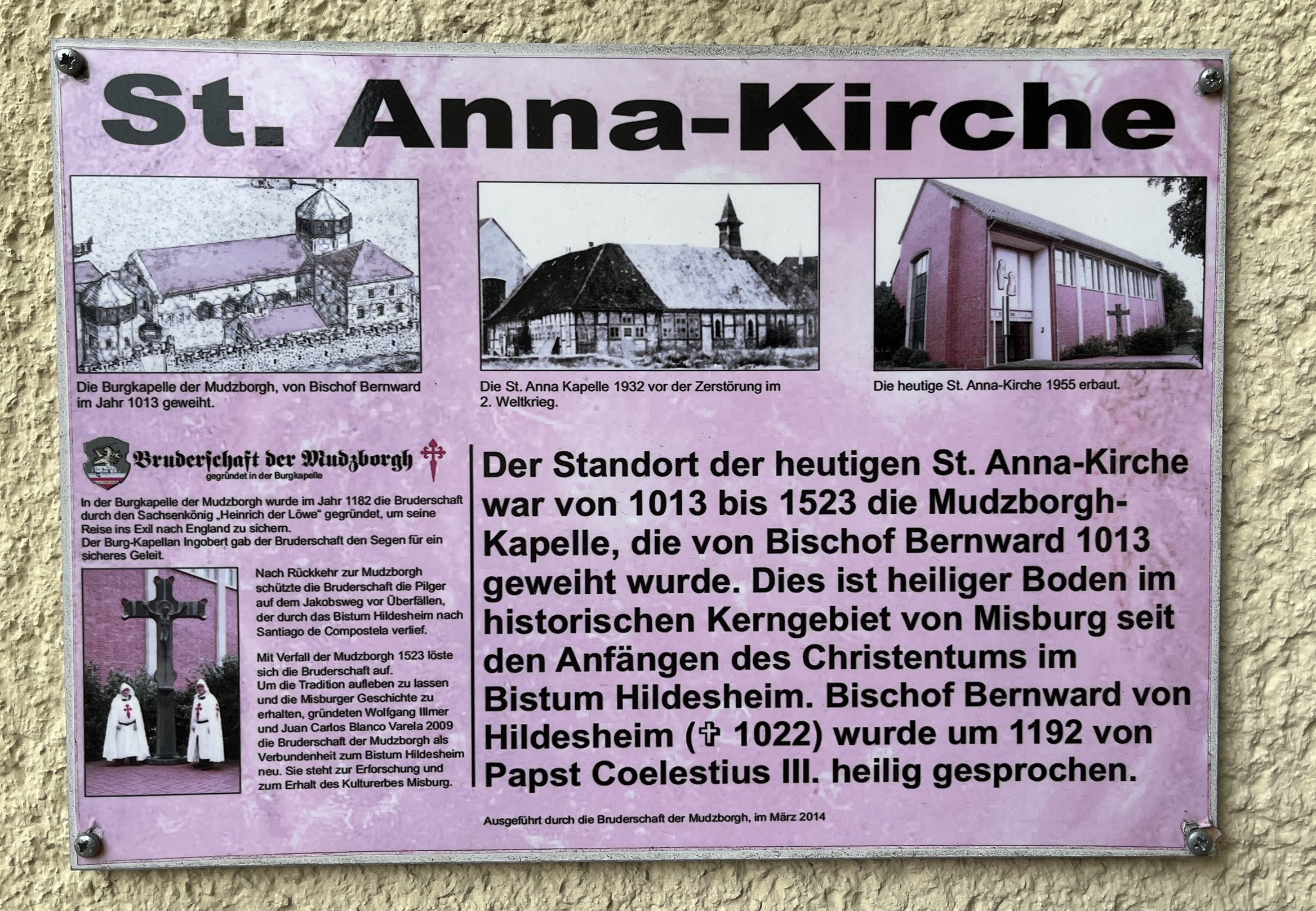
Infotafel von 2014 an der St.-Anna-Kirche in Misburg mit erfundenen Geschichtsinformationen (Bild Juni 2025)

Illmer wuchs in Misburg auf. Nach dem Abschluss der Misburger Realschule im Jahr 1959 durchlief Illmer eine Ausbildung zum Schrift-, Maschinen- und Fotosetzer, um später erste Erfahrungen in der Werbung zu sammeln.
1963 heiratete Wolfgang Illmer. Mit seiner Frau hatte er zwei Töchter. Illmer leistete ab 1964 Wehrdienst und arbeitete zunächst bei der Druckerei H. Osterwald, anschließend für die Hannoversche Allgemeine Zeitung.
1970 begann Wolfgang Illmer in seiner Freizeit mit der Herausgabe erster Publikationen, die er anfangs noch im eigenen Keller druckte. Gemeinsam mit Harri Pott gab er ab 1972 das Misburg Magazin heraus und machte sich 1973 als Verleger selbständig. Er übernahm im selben Jahr den wochenspiegel, der bereits 1962 als Mitteilungsblatt der Misburger Geschäftsleute von Bruno Braun herausgegeben worden war.
1985 erwarb er von Hans-Dietrich Bittkau die Misburg-Anderter Zeitung (MAZ) sowie die Zeitung Wochenboten, die Illmer beide in den bis heute in Familienbesitz befindlichen wochenspiegel integrierte.
Ab 1981 war Illmer auch als Herausgeber wissenschaftlicher Publikationen tätig geworden, zum Teil gemeinsam mit Wolfgang Wegener und Hans A. Nieper als wissenschaftlichem Beirat.

## Ehrenamtliches Engagement
Wolfgang Illmer engagierte sich ab 1984 in der Arbeitsgruppe „Stadtteilfest Misburg“.
Ab 1984 war Illmer im Vorstand des Vereins für Gewerbe und Industrie Misburg/Anderten (vgi), davon elf Jahre als Vorstandsvorsitzender. Nach seinem Ausscheiden 2007 wurde er zum Ehrenvorsitzender.
1986 übernahm Wolfgang Illmer für sieben Jahre die Präsidentschaft des „FC Stern Misburg“ und war von 1987 bis 1991 Vorsitzender des Volleyball-Clubs Misburg, dem 1988 der Aufstieg in die Zweite Bundesliga gelang.
1990 bis 1995 war er im Vorstand der Werbegemeinschaft „Einkaufszentrum Heidering“ sowie von 1996 bis 2000 in der Werbegemeinschaft „Wir in Roderbruch“.
Außerdem vermittelte Illmer das Gebäude für den „Schülertreff Misburg“.
2009 gründete Wolfgang Illmer zusammen mit Juan Carlos Blanca Varela die „Bruderschaft der Mudzborgh“ und gab 2012 die erste Auflage der Misburg Chronik heraus.

## Ehrungen und Auszeichnungen
1988 erhielt er für sein karnevalistisches Engagement den Münchhausen-Orden geehrt und wurde zwei Jahre später zum Ordensmeister ernannt.
Für sein Engagement im Verein für Gewerbe und Industrie Misburg/Anderten (vgi) und zum Wohle der lokalen Wirtschaft wurde er 2008 von der Christlich Demokratischen Union Deutschlands (CDU) mit der Verleihung des Wilhelm-Freckmann-Preises geehrt.
Ebenfalls 2008 wurde Wolfgang Illmer für sein langjähriges ehrenamtliches Engagement „[…] in vielen Bereichen des öffentlichen Lebens“ von dem damaligen Niedersächsischen Ministerpräsidenten Christian Wulff ausgezeichnet.

## Schriften (Auswahl)
als Herausgeber oder (Co-)Autor:
- Anton Scholand: Misburgs Boden und Bevölkerung im Wandel der Zeiten, 3. Auflage, Zusatztitel Misburg im Bild, einst und jetzt, überarbeitet und ergänzt von Valentin Bialecki und Wolfgang Illmer, mit Firmen-Chroniken und Illustrationen, Hannover-Misburg 1992
- Wolfgang Illmer (Hrsg.), Winfried Bassmann, Juan Carlos Blanco Varela et al.: Chronik Misburg. Ursprung bis Gegenwart, 1. Auflage, Hannover-Misburg: W. Illmer, 2012, ISBN 978-3-00-038582-7; Inhaltsverzeichnis

als Verleger:
- Hans A. Nieper: Revolution in Technik, Medizin und Gesellschaft, 3., erweiterte Auflage, Hannover: Illmer-Verlag, ISBN 3-923358-00-8